# Ville Tiisanoja
Ville Tiisanoja (né le 24 décembre 1975 à Vantaa) est un athlète finlandais, spécialiste du lancer du poids. 

## Biographie
Troisième des championnats du monde juniors 1994, il atteint la finale des championnats du monde 1999 (8e), 2001 (9e), 2003 (7e) et 2005 (6e). 
Sixième des championnats d'Europe 2002, il est éliminé dès les qualifications lors des Jeux olympiques de 2004.
En 2006, il est suspendu deux ans pour dopage à la testostérone.

## Palmarès
| Date | Compétition                    | Lieu     | Résultat | Épreuve          | Marque  |
| ---- | ------------------------------ | -------- | -------- | ---------------- | ------- |
| 1994 | Championnats du monde juniors  | Lisbonne | 3e       | Lancer du poids  | 17,90 m |
| 1994 | Championnats du monde juniors  | Lisbonne | 10e      | Lancer du disque | 50,86 m |
| 1997 | Championnats d'Europe espoirs  | Turku    | 4e       | Lancer du poids  | 19,01 m |
| 1999 | Championnats du monde          | Séville  | 8e       | Lancer du poids  | 19,93 m |
| 2001 | Championnats du monde          | Edmonton | 9e       | Lancer du poids  | 20,45 m |
| 2002 | Championnats d'Europe en salle | Vienne   | 4e       | Lancer du poids  | 20,19 m |
| 2002 | Championnats d'Europe          | Munich   | 6e       | Lancer du poids  | 20,20 m |
| 2003 | Championnats du monde          | Paris    | 7e       | Lancer du poids  | 20,09 m |
| 2005 | Championnats d'Europe en salle | Madrid   | 4e       | Lancer du poids  | 20,36 m |
| 2005 | Championnats du monde          | Helsinki | 6e       | Lancer du poids  | 20,57 m |
| 2006 | Championnats d'Europe          | Göteborg | DQ       | Lancer du poids  | 19,48 m |

## Records
| Épreuve         | Marque  | Lieu     | Date            |
| --------------- | ------- | -------- | --------------- |
| Lancer du poids | 21,09 m | Kuortane | 28 juillet 2002 |